# Дрімлюга заїрський
Дрімлюга заїрський (Caprimulgus prigoginei) — вид дрімлюгоподібних птахів родини дрімлюгових (Caprimulgidae). Ендемік Демократичної Республіки Конго. Вид названий на честь бельгійського орнітолога Олександра Прігожина, який отримав єдиний зразок цього виду у 1955 році.

## Опис
Довжина птаха становить 19 см. Верхня частина тіла коричнева, поціяткована бурими, охристими і рудувато-коричневими плямками. "Комір" на шиї відсутній. Груди коричневі, поцятковані охристими плямками, боки і живіт світліші.  самиць на крилах невеликі охристі плямки, крайні стернові пера на кінці білі, інші стернові пера на кінці охристі. Дзьоб чорнуватий, лапи червонувато-коричневі.

## Поширення і екологія
Заїрський дрмлюга відомий за одним зразком — самицею, спійманою у 1955 році в Маленґе, що в горах Ітомбве на сході ДР Конго. Імовірно, голоси двох дрімлюг, записані в 1996 році в горах Ітомбве, на висоті 1700 м над рівнем моря, імовірно належать саме заїрським дрімлюгам. Подібні голоси науковці чули також в Камеруні і Габоні, що може вказувати на більш широке поширення заїрських дрімлюг. Імовірно, представники цього виду живуть у вологих рівнинних і гірських тропічних лісах.

## Збереження
МСОП класифікує цей вид як такий, що перебуває під загрозою зникнення. За оцінками дослідників, популяція заїрських дрімлюг становить від 3500 до 15000 птахів. Їм загрожує знищення природного середовища.